# Черепаха, на которой держится мир
Черепаха, на которой держится мир, в мифологии — огромная черепаха, поддерживающая собой весь мир. Встречается в индийской и китайской мифологии, а также мифах американских индейцев.

## В индийской мифологии
Мифическая черепаха в индуистской мифологии известна как Akupāra (санскр. अकूपार) или иногда Chukwa. Она упоминается в Джнанараджи (авторства Siddhāntasundara, написанной около 1500 года): «Стервятник, имеющий немного сил, отдыхает в небе, держа змею в клюве прахару [три часа]. Почему [божество] в виде черепахи, обладающее невероятной силой, не может держать Землю в небе кальпы [миллиарды лет]?».
Британский философ Джон Локк упомянул о ней в своем трактате 1689 года «Опыт о человеческом разумении», в котором сравнивается человек, говорящий, что свойства присущи «субстанции», с индийцем, согласно которому мир находится на слоне, который, в свою очередь, находится на черепахе, «но, когда его снова спросили, что поддерживает широкоспинную черепаху, он ответил — нечто, он не знал что».
В словаре Брюера (англ. Brewer’s Dictionary of Phrase and Fable) отмечается, что Maha-pudma and Chukwa являются именами из «популярного варианта индуистского мифа, в котором черепаха Chukwa поддерживает слона Maha-pudma, который, в свою очередь, поддерживает мир».

## В китайской мифологии
В китайской мифологии рассказывается, что богиня Нюй-ва отрезала ноги гигантской морской черепахе Ао (кит.: 鳌; пиньинь: áo) и использовала их в качестве опор для неба, после того как Гунгун повредил гору, которая подпирала небо.

## В мифологии американских индейцев
Миф делаваров о «Большой черепахе» впервые записал между 1678 и 1680 годами Джеспер Данкертс. Легенда распространена среди других индейцев Вудленда, в частности ирокезов.
В книге «Реляции иезуитов» приводится гуронская история о черепахе, на которой держится земля: «Когда Отец объяснял им [гуронским семинаристам] некоторые обстоятельства страстей Господних, и говорил с ними о затемнении Солнца, и трепете ощущавшейся тогда земли они ответили, что была история в их собственной стране о великом землетрясении, которое произошло в древние времена; но они не знали ни времени, ни причины этого явления. „Там все ещё рассказывают“ (сказали они) „об особом затемнении Солнца, которое должно было случиться, потому что большая черепаха, которая поддерживает землю, меняя свою позицию или место, своим панцирем закрыла солнце, лишив мир света“».

## В современной культуре
На такой черепахе по имени А’Туин плывёт по космосу Плоский мир Терри Пратчетта. В начале первой главы научно-популярной книги Стивена Хокинга «Краткая история времени» (1988) пожилая женщина говорит: «То, что вы нам рассказали, — чушь. На самом деле мир — это плоская плита, опирающаяся на спину гигантской черепахи».